# Javier Umbides
Javier Horacio Umbides (Santiago del Estero, 9 febbraio 1982) è un ex calciatore argentino, di ruolo centrocampista.

## Carriera
Ha iniziato la sua carriera con l'All Boys nel 1999 nella Serie B Argentina, squadra in cui ha militato una stagione per poi passare all'Argentinos Juniors in Serie A.
Nel 2002 è passato al Club Atlético Estudiantes della terza serie argentina. In seguito ha militato con Defensores de Belgrano, Defensa y Justicia e All Boys sempre in Argentina, per poi fare la sua prima esperienza all'estero in Grecia, nelle file dell'Olympiakos Volos.